# 30718 Records
30718 Records eller 1955 RB1 är en asteroid i huvudbältet, som upptäcktes 14 september 1955 av Indiana Asteroid Program vid Indiana University Bloomington med Goethe Link Observatory. Asteroiden har fått sitt namn efter Brenda Records.
Asteroiden har en diameter på ungefär 9 kilometer.